# Marie Simon-Pierre
Marie-Pierre Normand, plus connue sous le nom de Sœur Marie Simon-Pierre, née le 27 février 1961 à Rumilly-en-Cambrésis (Nord, France), est une religieuse française, membre de la congrégation des Petites Sœurs des Maternités catholiques. 
Elle est guérie d'une maladie souvent décrite comme la maladie de Parkinson en 2005 peu après le décès du pape Jean-Paul II. Le 14 janvier 2011, le pape Benoît XVI reconnaît officiellement cette guérison comme un miracle réalisé par l'intercession de Jean Paul II, ouvrant la voie à la béatification de ce dernier.

## Biographie
Sœur Marie Simon-Pierre est originaire de Rumilly-en-Cambrésis dans le Nord, et s'appelait Marie-Pierre Normand avant d'entrer dans les ordres en 1982, à 21 ans. Aînée de cinq enfants, elle vient d'une famille catholique, croyante et pratiquante.
Son nom est révélé au public à la suite de sa guérison soudaine de la maladie de Parkinson, une guérison qui serait, selon elle, l'œuvre posthume du pape Jean-Paul II. La guérison a eu lieu après un moment d'adoration eucharistique en méditant les mystères lumineux. Le 2 juin 2005, alors que ce dernier était décédé deux mois auparavant de la même maladie, elle aurait tenté d'écrire le nom du défunt pape, ce fut illisible à cause de sa maladie. Le lendemain, elle aurait pu écrire ce même nom de manière parfaitement claire.  
Sœur Marie Simon-Pierre est aujourd'hui religieuse à Puyricard, près d'Aix-en-Provence. Le pape ayant approuvé ce miracle, le processus de béatification de Jean-Paul II a pu suivre son cours et celle-ci a eu lieu le 1er mai 2011.

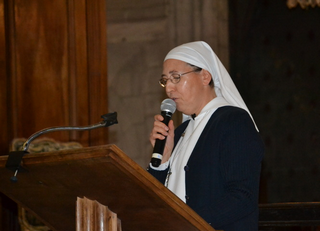
Sœur Marie Simon-Pierre témoignage en la primatiale Saint Trophime d'Arles en 2016

## Témoignage de sa guérison
Depuis 2015 sœur Marie Simon-Pierre témoigne, en différents lieux où elle est demandée, des événements clefs de sa guérison : En juin 2001, elle est diagnostiquée Parkinson. Après une recrudescence de sa maladie en mai 2005, elle demande avec sa communauté l'intercession de Jean-Paul II en instance de béatification. Elle arrête tout traitement lié à sa maladie le 3 juin après en avoir constaté la disparition des symptômes, ce qui est confirmé par un neurologue le 7 juin 2005,.